# コルトン (カリフォルニア州)
コルトン（Colton）は、アメリカ合衆国カリフォルニア州のサンバーナディーノ郡にある都市。人口は5万3909人（2020年）。郡庁のあるサンバーナディーノの南に隣接している。

## 鉄道ジャンクション
コルトンにはロサンゼルス東部で最も重要な鉄道ジャンクションがある。BNSF鉄道とユニオン・パシフィック鉄道の幹線を相互に連絡するもので、鉄道貨物のハブとして機能している。しかし、線路が平面交差していたため、運行上の障害となっていた。2013年に立体化工事が完了し、交通は劇的に改善された。

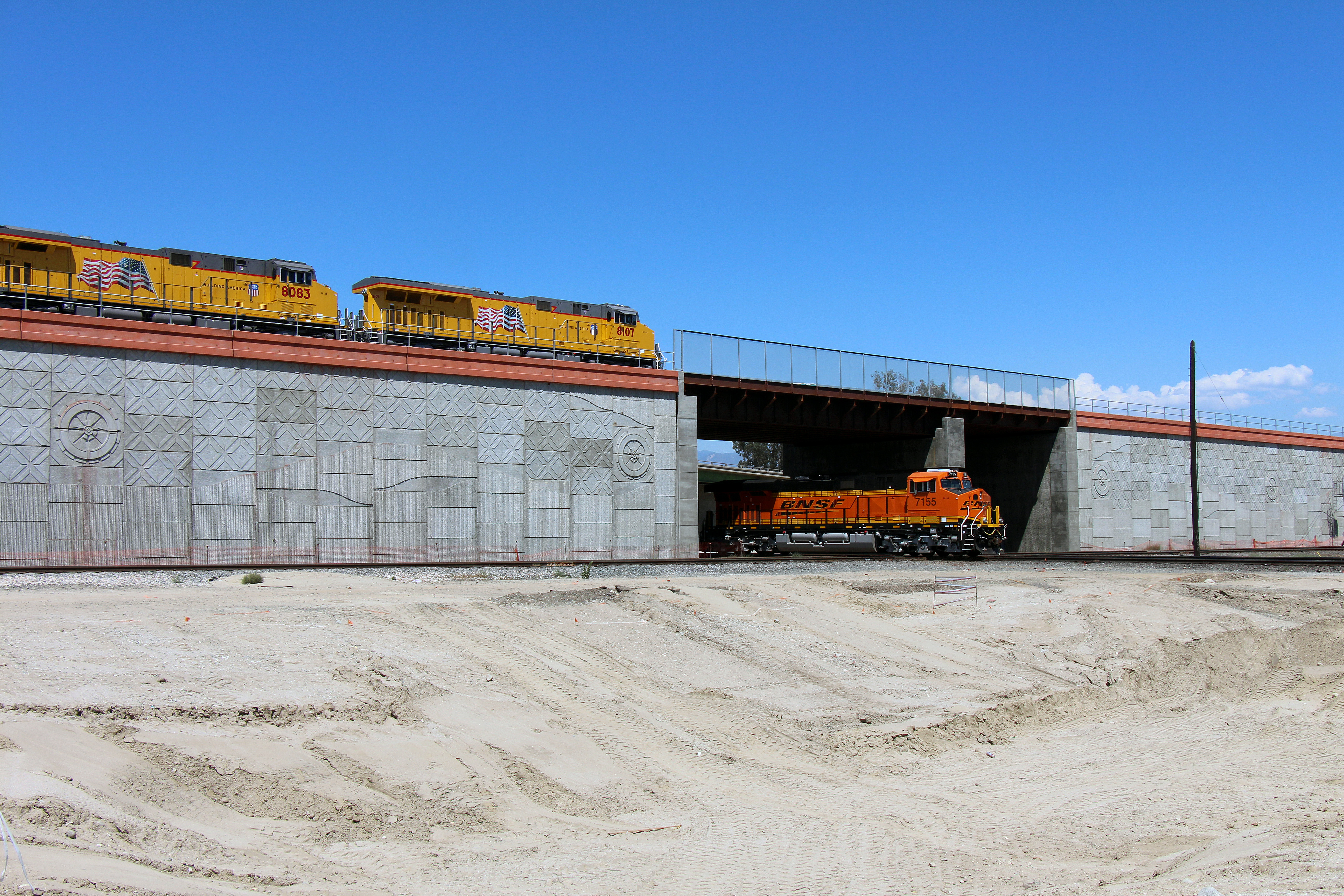
コルトン・ジャンクション